# Großkufe
Die Großkufe war eine Masseneinheit und ein Salzmaß im österreichischen Salzkammergut.
Eingeführt wurde das Maß, einschließlich der Verpackung, um den Salzmarkt zu dominieren, nachdem Böhmen größere Holzfässer als Salzabpackungen (100 Pfund) im Handel benutzte. Man nannte diese Zentnerfasseln. Es gab das Großkufenhandelsamt mit Großkufenhändler bereits nachweisbar seit 1628.
- 1 Großkufe = 100 Pfund = 56 Kilogramm